# Трейгер Аліна Фулівна
Аліна Фулівна Трейгер (8 березня 1979, Полтава) — єврейська громадська та релігійна діячка. Перша жінка-рабин в Німеччині після Другої світової війни.

## Життєпис
Народилась у Полтаві в єврейській родині, батько був робітником на заводі. В дитинстві не мала можливості отримати традиційну юдейську освіту. Закінчила Полтавське музичне училище за фахом хоровий диригент (1994), Інститут розвитку людини за фахом психолог (2001), Московський інститут сучасного юдаїзму «Махон» за фахом соціальна та громадська робота (2001), Рабинські вчення (2002).
Діячка релігійної громади Прогресивного Юдаїзму «Бет Ам» м. Полтава. Засновниця і перший керівниця Полтавського молодіжного клубу «Нецер» (2000–2002). 2002 року переїздить до Німеччини, де вступає до потсдамського коледжу Авраама Ґайґера. 2010 року була обрана рабином єврейської общини міст Ольденбург та Дельменгорст. Висвячення на посаду відбулось 4 листопада у берлінській синагозі на Песталоцціштрассе. Обряд відвідало близько 600 гостей, серед яких і Президент ФРН Крістіан Вульфф. Більшість парафіян її громади є емігрантами з країн колишнього СРСР.[джерело?]